# Musikproduktion

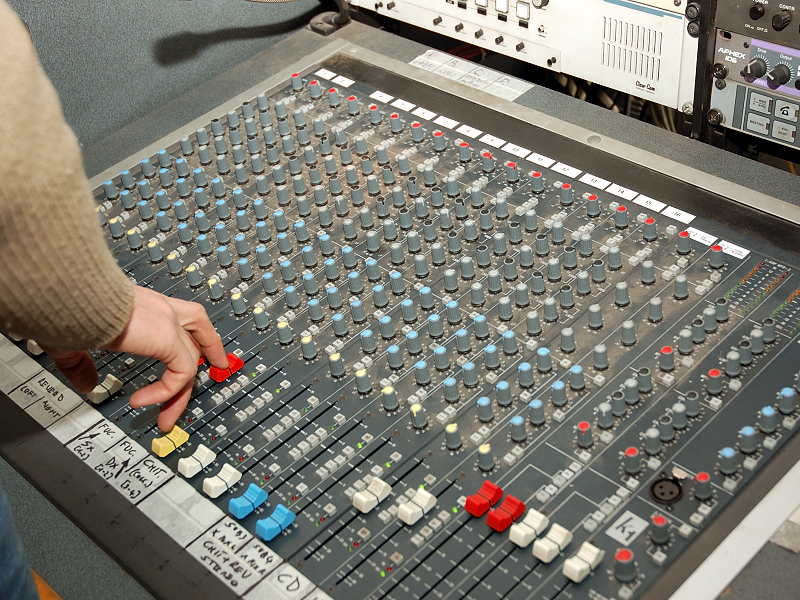
Mixerbord.

Musikproduktion är skapandet av en musikinspelning eller ett publikframträdande. Det omfattar bland annat komposition, arrangering, inspelning, mixning och mastering. Den som arbetar med musikproduktion kallas för musikproducent.